# Municipio di Baku
Il municipio di Baku è un edificio pubblico che ospita il potere esecutivo della capitale azera, essendo la residenza del sindaco. Si tratta di un palazzo barocco, costruito agli inizi del XX secolo.
Durante il periodo sovietico l'edificio ospitò il Comitato Esecutivo di Baku e fu sede del Partito Operaio Cittadino (1939-1977). Successivamente ospitò la Camera dei Deputati (Duma) (1977-1991). Dal 1991 il municipio incarna il potere esecutivo di Baku.

## L'edificio
Il Municipio di Baku è stato originariamente costruito su tre piani ed è influenzato dalla struttura dell'Hôtel de Ville di Parigi. Ha un'ampia sala, larghi corridoi, scalone principale in marmo e interni sofisticati. Il secondo piano ospita le sale di rappresentanza e la sala della sezione.
La decorazione di mattoni rossi e marmo colorato per la costruzione è stata importata dall'Italia. Grazie all'aggiunta una torre al centro della facciata principale e alla sua unione organica con la parte principale, Józef Gosławski diede luminosità e completezza all'edificio tra particolari ed elementi complessi. La parte centrale della facciata, reca lo stemma di Baku, che comprende tre fiaccole d'oro. L'edificio è stato l'ultima opera di Gosławski, che morì nell'anno in cui terminò la costruzione dell'edificio.